# Мак Фук Нгуєн
Мак Фук Нгуєн (1541—1561) — 4-й імператор Дайв'єту з династії Мак в 1546—1561 роках. Відомий також як Мак Туйєн Тонг. У китайський джерелах названий Мак Хоанг Зик.

## Життєпис
Син імператора Мак Хіен Тонга. Народився 1541 року. Після раптової смерті батька 1546 року за підтримки впливового сановника Нгієн Кіня та вионга (князя-правителя) Мак Кінь Діена. Частина військовиків і сановників невдоволених цих вибором повстали в столиці Донгкінь, але зазнали поразки. За цим втекли до повіту Хингнян (провінція Хайзионг — пониззя Червоної річки), де оголосили імператором Мак Чінь Чунга (сина Мак Данг Зунга).
Спочатку війська претендента на чолі із Фам Ти Нгі завдали поразки Нгуєн Кіню, змусивши Мак Фук Нгуєна тікати зі столиці разом з двором. Невдовзі Мак Кінь Діен зібрав значні війська, з якими 1547 року завдав поразки Мак Чінь Чунгу, який втік до Зионгкіня, а звідти на кордон з імперією Мін. За цим імператор повернувся до столиці.
В протистояння невдовзі втрутився мінський уряд, який не надав імператору посаду дутунши Аннаму (цим визнавав владу Мак Фук Нгуєн), не видав тому Мак Чінь Чунга, але й не давав останньому військової допомоги, яку той просив. Тому посольство, відправлене Мак Фук Нгуєн до Пекіна у 1548 році, було затримано в Нанкіні до 1565 року. 1550 року мінський уряд відхилив нове прохання імператора надати йому посаду дутунши. Лише у 1551 році це відбулося внаслідок придушення на півдні імперії Мін повстання Фан Ти Нгі. Але оскільки Мак Фук Нгуєн не прибув особисто на прикордонний пункт для отримання грамоти, то він в Китаї не вважався дутунши. Натомість той до кінця панування не відправляв данину мінському імператору.
1551 року фактичні правителі Нгуєн Кінь і Мак Кінь Діен вирішили вбити впливового військовика та тхайте (верховного канцлера), але ця спроба провалилася. В результаті імператор знову втік зі столиці. Ле ба лі закріпив в столичному регіоні, після чого оголосив про підпорядкування імператору Ле Чанг Тонгу з династії Ле. В результаті на бік останнього перейшло багато військовиків династії Мак, переважно з роду Нгієн.
Мак Фук Нгуєн перебрався до повіту Кімтхань, призначивши головнокомандувачем Мак Кінь Діена. Втім правобережжя Червоної річки зайняв Чінь Кієм, полководець Ле Чанг Тонга. Втім внаслідок суперечностей між Ле Ба Лі і Чінями війська Ле відступили на південь. 1557 року Нгуєни знову перейшли на бік імператора Мак Фук Нгуєна. Бої з Чінями велися до самої смерті імператора.
Помер 1561 року. Йому спадкував син Мак Мау Хоп.